# ريو (اليونان)
ريو (باليونانية: Ρίο)‏ هي بلدة يونانية تقع في مقاطعة آخايا بغرب اليونان.